# Uniwersytet w Mannheimie
Uniwersytet w Mannheimie (niem. Universität Mannheimⓘ) – jeden z młodszych uniwersytetów na terenie Niemiec. Główny budynek mieści się w pałacu barokowym w Mannheimie nad Renem. Istnieje od roku 1967, jednak jego początki sięgają roku 1763, kiedy przez Elektora Rzeszy Karola IV Wittelsbacha została powołana w tym miejscu akademia nauk.
Uniwersytet posiada pięć wydziałów: zarządzania, ekonomii i prawa, nauk społecznych, filozofii, matematyki i informatyki gospodarczej. Uniwersytet znany jest z programów prowadzonych w dziedzinie zarządzania i ekonomii. W rankingach uwzględniających te specjalizacje uczelnia należy nieustannie do najlepszych w Niemczech. Uniwersytet w Mannheimie współpracuje z Uniwersytetem Jagiellońskim, Uniwersytetem Kalifornijskim w Berkeley, Manchester Business School i Sciences Po w Paryżu.
Do uniwersytetu należy wydział Mannheim Business School oferujący program Master of Business Administration. Według brytyjskiego tygodnika „The Economist” jest to najlepszy program w Niemczech i jeden z najlepszych w Europie. Jako jednej z 33 uczelni na świecie przyznano mu tak zwaną Triple Crown, czyli trzy prestiżowe światowe akredytacje uczelni biznesowych (EQUIS, AACSB i AMBA).